# Drosophila paramediostriata
Drosophila paramediostriata este o specie de muște din genul Drosophila, familia Drosophilidae, descrisă de Townsend și Wheeler în anul 1955. Conform Catalogue of Life specia Drosophila paramediostriata nu are subspecii cunoscute.